# Windhof (Koerich)
Windhof (en luxembourgeois : Wandhaff ) est une section de la commune luxembourgeoise de Koerich située dans le canton de Capellen.

## Géographie
Windhof, à une hauteur de 334 m, est le point le plus élevé dans le voisinage. 

## Histoire
L'histoire de Windhof remonte à l'époque romaine en raison de son emplacement sur la Kiem ou voie romaine de Trèves à Reims. Il y a quelques années, une étape romaine a été trouvée sur le Kiem entre Capellen et Windhof. La route a été probablement construite au Ier siècle av. J.-C., mais elle est devenue particulièrement importante au cours des IIIe et IVe siècles, lorsque Trèves s'est développée comme une résidence impériale. 
Une carte de 1778 fait référence à Windhof d'aujourd'hui comme Koericher Heyde.
La route principale de Luxembourg à Arlon, maintenant N6 ou Route d'Arlon a été construite en 1790, un peu au nord de la voie romaine. C'est là que les premières maisons sont apparues à Windhof. Les troupes américaines, libérant Luxembourg en septembre 1944, sont passées par Windhof en direction d'Arlon, le long de cette route qui est devenue connue sous le nom de « voie de la Liberté ». 
Dans les années 1970, l'autoroute d'Arlon est construite avec une sortie à 1 km seulement au sud de Windhof. L'autoroute A6 ou route européenne E25 relie Luxembourg à Bruxelles et assure d'excellentes communications pour Windhof. 

## Culture locale et patrimoine

### Lieux et monuments
L'Ecoparc Windhof est une zone d'activité économique dans le sud de la commune de Koerich. Il se trouve sur la route nationale n°6 de Luxembourg à Arlon en Belgique au niveau du carrefour où la N6 croise N13 à Koerich au nord et Dalhem au sud. L'Ecoparc Windhof est connecté à Luxembourg par un service de bus régulier. Plus de 100 entreprises de petite et de moyenne taille qui emploient plus de 500 personnes ont été établies dans un éventail de secteurs de services, y compris la technologie de l'information, des télécommunications, de la construction, de conseil en gestion, d'entreposage et de la gestion des déchets. En 2010, un certain nombre d'entreprises locales ont fondé l'Ecoparc Windhof dans le but de promouvoir la zone. En outre, ce dernier a rejoint le projet Européen Interreg C2C-BIZZ, un programme de recherche ambitieux avec 3 partenaires luxembourgeois et différents partenaires internationaux pour mettre en œuvre et appliquer la méthodologie C2C-Cradle to cradle dans une zone de développement.